# Patricia Almarcegui
Patricia Almarcegui és escriptora i professora de Literatura comparada. És autora dels assajos El sentido del viaje (segon Premi d'Assaig Fray Luis de León) i Alí Bey y los viajeros europeos a Oriente; coeditora de Los libros de viaje: la realidad vivida y los géneros literarios (amb Leonardo Romero, Akal, 2005) i ha publicat una quinzena d'articles amb traduccions a l'àrab, anglès i francès. La seva primera novel·la, El pintor y la viajera, va ser escollida com un dels deu tresors de la Fira del Llibre de Madrid. Ha estat professora convidada a la Universitat Americana de El Cairo i a la Sorbona (París IV). És col·laboradora de La Vanguardia, eldiario.es i el suplement cultural de l'ABC. El seu primer documental, El murmullo de la tumba de Hafez, a Shiraz, on ha residit dos mesos gràcies a les beques Endjavi Barbe Art Project i PICE.